# Дела Герардеска
Дела Герардеска (на италиански: Della Gherardesca) е благородническа фамилия в Тоскана от лангобардски произход, с водеща роля в Република Пиза. Владяли са синьориите на територията на Марема в околностите на Пиза: Герардеска, Кастело ди Доноратико и Болгери на территорията на комуна Кастането Кардучи, а също и Монтескудайо. Фамилията е водеща на страната на императорските Гибелини в Пиза. Фамилията има връзка с Висконтите.
Фамилията е доказана от 10 век, живее от ранния 11 век в Пиза, където през 1190 г. Тедикио делла Герардеска става първият подестà. Уголино дела Герардеска е от 1284 г. също подестà и от 1285 г. народен капитан (Capitano del popolo) прави безуспешен опит да вземе цялата власт в града. Той първо е на страната на Гибелините, но преминава на страната на Гвелфите, което води до загуба на доверието към него от всички партии. През 1289 г. той е свален от архиепископ Руджеро Убалдини и заедно с повечето му синове и внуци е затворен в една кула, където ги оставят да умрат от глад.
През 14 век фамилията отново е на власт в града. През 16 век фамилията се мести във Флоренция. Томасо дела Герардеска е от 1703 до 1721 г. архиепископ.
Фамилията притежава:
- Бибона в провинция Ливорно, замък на делла Герардеска (от ранното Средновековие до 12 век)
- Казале Маритимо в провинция Пиза, замък на делла Герардеска от 1004 г.
- Монтескудайо в провинция Пиза, замък на делла Герардеска от 1092 г.
- Каструма на Чечина в провинция Ливорно през 11 век

Данте Алигиери пише за смъртта на Уголино в Инферно на своята Божествена комедия.

## Членове на фамилията
- Тедикио дела Герардеска, първи подест на Пиза (1190)
- Гуелфо дела Герардеска († 1295) става граф на Доноратико, ∞ за Елена, извънбрачна дъщеря на Енцио, крал на Сардиния (Хоенщауфен)
- Уголино дела Герардеска († 1289), син на Гуелфо, граф на Доноратико
- Раниери дела Герардеска († 1325), граф на Доноратико, ∞ за Беатриче, извънбрачна дъщеря на крал Манфред от Сицилия (Хоенщауфен)
- Бонифачо дела Герардеска дел Масадо, подест на Пиза (1329 – 1340/1341)
- Камила дела Герардеска († 1349), дъщеря на Бонифачо, ∞ за Уголино Гонзага († 1362)
- Томазо дела Герардеска, архиепископ на Флоренция (1703 – 1721)
- Алесандро дела Герардеска, архитект, който през 1838 г. прави разкопки на Наклонената кула в Пиза

- Замък Болгери в Кастането Кардучи
- Палацо дела Герардеска, Флоренция
- Кастело ди Доноратико